# George Howe (3e vicomte Howe)
George Augustus Howe, 3e vicomte Howe (v. 1725 - 6 juillet 1758) est un officier de carrière et un général de brigade dans l'armée britannique. Il est décrit par James Wolfe comme « le meilleur officier de l'armée britannique ». Il est tué pendant la guerre française et indienne lors d'une escarmouche au fort Ticonderoga la veille de la bataille de Carillon, une tentative finalement désastreuse des Britanniques pour capturer le fort Carillon sous contrôle français.

## Jeunesse
Il est le fils d'Emanuel Scrope Howe, 2e vicomte Howe, et de Mary Sophia von Kielmansegg (une nièce du roi George Ier), et il a deux frères cadets notables, Richard Howe, comte Howe et William Howe, 5e vicomte Howe et sept autres frères et sœurs. George est né soit sur le domaine Howe à Langar Hall, Nottinghamshire, soit à la maison Howe sur Albemarle Street, Londres.
Howe s'enrôle dans l'armée en tant qu'enseigne du 1st Foot Guards en 1745 et sert pendant la campagne des Flandres de la guerre de Succession d'Autriche. En 1746, il est nommé aide de camp du duc de Cumberland qui dirige l'armée alliée en Flandre. En 1747, Howe combat à la Bataille de Lauffeld. Il est promu lieutenant-colonel en 1749 à la fin de la guerre .

## Réformes de la campagne Ticonderoga
En 1758, en prévision de l'attaque du fort français de Ticonderoga, qui contrôle l'accès du lac George au lac Champlain, Lord Howe entreprend de reformer l'armée du général James Abercrombie pour la guerre en Amérique du Nord. Il utilise son propre 55e régiment comme exemple à suivre pour le reste de l'armée. Howe a des uniformes coupés courts, de sorte qu'ils viennent juste à la taille des hommes, et toute la dentelle est également retirée des manteaux. Les chapeaux tricornes encombrants portés par les soldats sont coupés à bords de 2,5 pouces (6,35 cm), ressemblant à des chapeaux derby. Les fantassins reçoivent des jambières en laine, à la place de leurs guêtres en toile de lin et de chanvre. Les uniformes et équipements excédentaires sont supprimés. Les cheveux des hommes sont coupés court, écrit le Dr Richard Huck ; "nous sommes une armée de têtes rondes." Les officiers ne sont pas non plus à l'abri de ses changements, et il s'en fait un exemple en se coupant les cheveux courts. Il lave ses propres vêtements et emporte très peu de bagages.
Ses changements n'ont pas seulement affecté les uniformes de l'armée, mais aussi ses tactiques. À l'automne 1757, Lord Howe accompagne le célèbre garde forestier major Robert Rogers dans une expédition de reconnaissance. Au printemps, il rencontre de nouveau Rogers pour discuter de la guerre et des tactiques sur le théâtre nord-américain. Il commence à instruire les troupes de l'armée d'Abercrombie sur la manière de marcher, de se former et de se battre dans les bois. Un observateur déclare que Lord Howe avait si bien entraîné son 55e régiment qu'ils étaient aussi « adroits que des rangers ».
De nombreux historiens attribuent à Lord Howe la création de l'infanterie légère et qualifient le 55e régiment de régiment d'infanterie légère, mais ce n'était pas le cas. Alors que Lord Loudoun envisage de créer des compagnies d'infanterie légère dans chaque bataillon de tuniques rouges, l'idée est abandonnée lorsque le colonel Thomas Gage propose de lever un régiment de Light Armed Foot, qui devient le 80th Regiment de Gage. Ils portent des uniformes bruns au lieu de rouges et sont le premier régiment d'infanterie légère britannique. Au siège de Louisbourg, le général Jeffery Amherst ordonne à ses régiments de créer des compagnies d'infanterie légère. Ces compagnies sont ensuite placées dans un bataillon d'infanterie légère sous le commandement du colonel George Scott du 40e régiment. L'année suivante, en tant que commandant en chef en Amérique du Nord, Amherst ordonne à chaque régiment d'Amérique du Nord de créer une compagnie d'infanterie légère.

## Guerre de Sept Ans
Le 2 février 1757, Howe est nommé colonel du 3e bataillon du 60e d'infanterie (les Royal Americans, plus tard le King's Royal Rifle Corps), mais est transféré au commandement du 55e régiment d'infanterie le 28 septembre 1757 alors qu'il est à Halifax. En décembre, il est promu général de brigade.
En 1758, lui et le régiment font partie de l'attaque ratée du général James Abercrombie à la Bataille de Fort Carillon au fort Ticonderoga. Le Premier ministre britannique William Pitt a voulu Howe à la tête de cette expédition plutôt qu'Abercrombie, mais Abercrombie a plus de contacts politiques et d'ancienneté, c'est pourquoi Howe est nommé commandant en second . Le 6 juillet, la force d'Abercrombie marche vers le nord depuis la rive du lac George en quatre colonnes. Howe dirige l'une de ces colonnes, avec le 55e régiment accompagné d'une unité de la milice du Connecticut, avec le major Israel Putnam comme éclaireur et guide. Ils prennent contact avec un détachement français qui a été séparé de la force principale et une violente escarmouche s'ensuit. Ils se sont bien battus, faisant 148 prisonniers et causant environ 300 pertes ennemies avec des pertes limitées à leur propre nombre. Mais l'une de ces victimes est le général Howe, qui est mort dans les bras de Putnam.
Howe est largement pleuré des deux côtés de l'Atlantique. L'Assemblée du Massachusetts (ou tribunal général) vote plus tard 250 £ pour placer un monument dans l'abbaye de Westminster, ce pour quoi les frères de Howe sont extrêmement reconnaissants.